# لایونز (نیویورک)
لایونز (به انگلیسی: Lyons) یک شهرک در ایالات متحده آمریکا است که در شهرستان وین، نیویورک واقع شده‌است. لایونز ۹۷٫۳۷ کیلومتر مربع مساحت و ۵٬۶۸۲ نفر جمعیت دارد و ۱۳۷ متر بالاتر از سطح دریا واقع شده‌است.